# Antonio Argenti
Antonio Argenti (Viggiù, Italia, 27 de marzo de 1845-ib., 5 de octubre de 1916) fue un escultor italiano, impulsor de la scapigliatura.
Exhibió sus obras en diferentes exposiciones internacionales y realizó numerosos monumentos funerarios en diversos países.

## Biografía

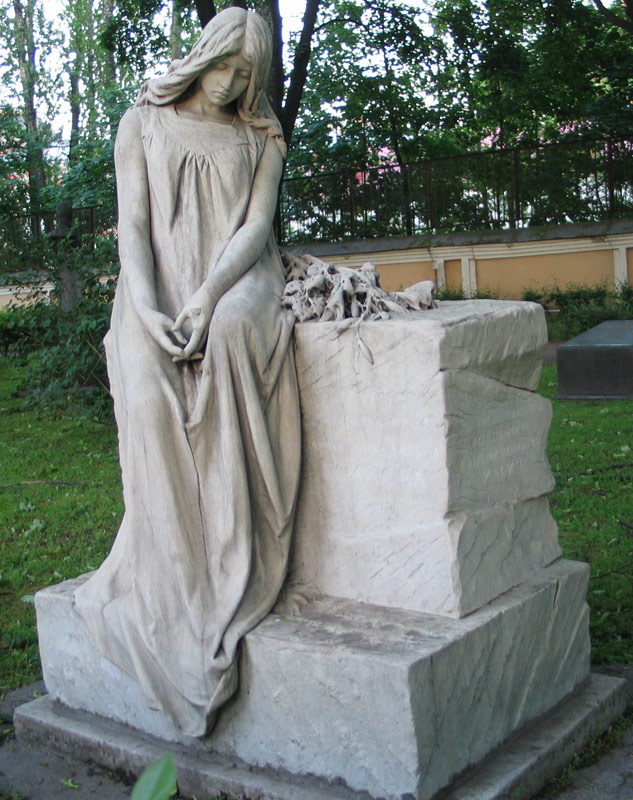
Escultura creada en 1900 para la tumba de Annette Essipoff, ubicada en San Petersburgo.

Antonio Argenti nació en Viggiù, provincia de Varese (Italia) el 27 de marzo de 1845. Desde muy temprana edad aprendió el arte de la escultura siguiendo los pasos de su padre Marc Antonio Argenti, y su hermano mayor Giosuè, también escultores. Con quince años ganó el Premio Canonica con la obra de relieve en yeso Morte di Giulio Cesare, que se expone en la Galería de Arte Moderno de Milán.
Estudió en la Academia de Bellas Artes de Brera con Pietro Magni, realizando obras alegóricas y realistas. Fue uno de los promotores del movimiento artístico scapigliatura, tras la fundación en 1881 de la sociedad Familia Artística de Milán, para la cual realizó una exposición.
Realizó también otras exposiciones en Italia: en 1877 exhibió en Nápoles el busto de mármol La preghiera; expuso en Turín en 1880 y luego en Milán en 1881 varias obras como la estatua de mármol Un caro ricordo, el grupo escultórico Un amico pericoloso, los dos putti Delizia infantile y Capriccioso, y las esculturas Nessun pensiero, L'età felice y Promessa sposa; en la Exposición de Bellas Artes de Roma en 1883 las obras La modestia, Pensiero y Studio forzato; nuevamente en Turín en 1884 expuso el grupo escultórico de mármol Orfani, la estatua Fatica precoce, la estatuilla Compiacenza y un busto en bronce titulado Pensiero.
En 1884 recibió una medalla en Londres y otra en 1986 en Liverpool. En 1887 presentó dos obras en la Exposición de Arte Nacional celebrada en Venecia: Ai bagni e In riposo; en Bolonia una estatuilla de mármol: Fatica precoce; y en Brera un gran grupo titulado La visione del padre morente.

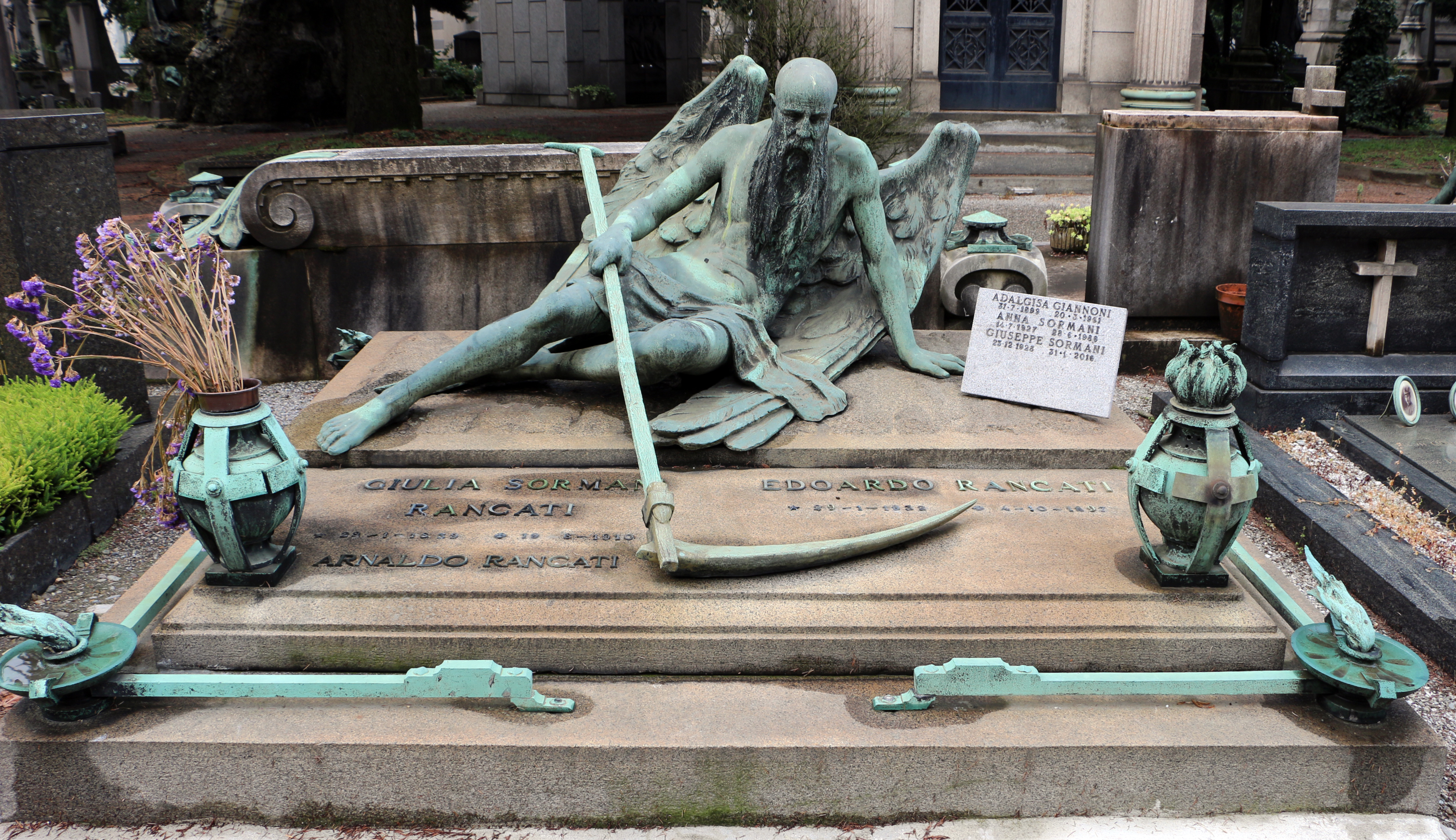
Monumento sepulcral Il Tempo, creado en 1898 y ubicado en Milán.

Sus obras elegantes y a medio camino entre el realismo y el simbolismo alegórico tuvieron mucho éxito, lo que le proporcionó numerosos encargos de monumentos y obras funerarias.
Realizó numerosos trabajos sepulcrales en el Cementerio Monumental de Milán, donde se exhiben más de cincuenta obras suyas, como por ejemplo la obra en mármol Il Tempo (1898), en la tumba de la familia Rancati Sormani, pero también en otros países como Alemania, Estados Unidos, Francia, Reino Unido, Rumania o Rusia, como por ejemplo el monumento Angelo della Mestizia para la familia Osborne Hanan en Londres, la tumba Zamoyska en Varsovia, o la escultura también en mármol sobre la tumba de Annette Essipoff en San Petersburgo.
Su estilo muestra un realismo moderado en las obras alegóricas, mientras que en las del género, que analizan los aspectos de la vida de las clases más humildes, se expresa con un sentimentalismo romántico de gusto burgués.
Sus obras, especialmente apreciadas por el público de la época, resultan gentiles y a veces lánguidas, representando un dolor, alegría o sorpresa infantil como para ablandar y conmover, o a doncellas seductoras, encantadoras y melosas, que demostraban la capacidad de Argenti para trabajar con el mármol.
Murió en Viggiù el 5 de octubre de 1916, después de años de enfermedad y casi olvidado por todos.